# Мтингва, Секази
Секази Мтингва (англ. Sekazi Mtingwa, урождённый Michael Von Sawyer) — американский физик-теоретик, специалист в области физики ускорителей.

## Биография
Родился в 1949 году в Атланте, штат Джорджия. Мать работала помощницей медсестры, отец — рабочим в корпорации Lockheed. Закончил Массачусетский технологический институт, защитил диссертацию в Принстонском университете в 1976 году по теоретической физике: "Asymptotic chiral invariance and its consequences", под руководством Каллана Кёртиса. К этому времени сменил имя с Майкл фон Сойер на танзанийское Секази Мтингва, будучи под впечатлением от политической деятельности первого президента Танзании Джулиуса Ньерере. В 1976 году начал работать в Рочестерском университете, где встретил и женился на Эстелле Джонсон. В 1978 году получил позицию постдока в Университете Мэриленда.
С 1980 года работал физиком-теоретиком в Фермилабе. В этот период, совместно с физиком из лаборатории SLAC Джеймсом Бьёркеном развил теорию внутрисгусткового рассеяния (IBS), одного из коллективных эффектов в интенсивных пучках циклических ускорителей. Эта работа впоследствии была отмечена премией Уилсона.
В 1988-91 годах работал в Аргоннской национальной лаборатории, где развивал теорию плазменного ускорения и фотонных коллайдеров. Далее работал в North Carolina A&T State University и Университете Моргана, в 2001-03 и 2006-12 годах был приглашённым профессором в MIT, в 2003-06 годах — в Гарварде. С 2012 года на пенсии.

## Общественная деятельность
Мтингва является основателем Африканского лазерного центра, и сооснователем Национального общества чёрных физиков. Именем Мтингвы названа стипендия USPAS, выплачиваемая студентам национальных меньшинств.

## Награды
- Член Американского физического общества (2008)
- Член Американской ассоциации содействия развитию науки (2015)
- Премия Роберта Уилсона (2017)

## Публикации
- Anton Piwinski, James D. Bjorken, and Sekazi K. Mtingwa. Wilson Prize article: Reflections on our experiences with developing the theory of intrabeam scattering // Phys. Rev. Accel. Beams. — 2018. — Т. 21, № 114801. — doi:10.1103/PhysRevAccelBeams.21.114801.